# Idrissa Laouali
Idrissa Laouali (Maradi, 9 novembre 1979) è un ex calciatore nigerino, di ruolo centrocampista.

## Palmarès

### Club

#### Competizioni nazionali
- Championnat D1: 1

Sahel S.C.: 2004
- 1ère Division: 4

Rail Club Kadiogo: 2005
ASFA-Yennenga: 2009, 2010, 2011
- Campionato gabonese: 1

Mangasport: 2013-2014
- Coppa del Niger: 1

Sael S.C.: 2004
- Coppa del Burkina Faso: 1

ASFA-Yennenga: 2009